# François de Clermont, marquis de Montglat
François de Paule de Clermont, marquis de Montglat, (parfois écrit Montglas), baptisé à Turin le 19 janvier 1620, est mort le 7 avril 1675.

## Biographie

### Famille
Sa vie est peu connue. Il est le fils de Hardouin de Clermont et de Jeanne de Harlay, baronne de Montglat. Il épousa le 8 février 1645, Cécile Elisabeth  Hurault (morte le 27 février 1695), fille de Henri Hurault (13 août 1575 - 1er mars 1648), comte de Cheverny et seigneur d'Esclimont et seigneur de Galardon et seigneur de Bretaucourt et seigneur de Tremblay, et de Marie Gaillard, fille de Galerand Gaillard, seigneur de La Motinière.
Henri Hurault (13 août 1575 - 1er mars 1648), comte de Cheverny, seigneur d'Esclimont, de Galardon (les deux vendues en 1639), de Bretaucourt, de Tremblay, est veuf de Françoise Chabot (mort en 1602), fille de Léonor Chabot, comte de Charny, qu'il avait épousée le 27 février 1588.

### Carrière militaire
On sait que François de Clermont en 1660, après le siège d'Arras, fut nommé maître de camp du régiment de Navarre. L'année suivante, il reçut une blessure à la tête au siège de La Bassée ; et en 1643 il eut l'agrément du Roi pour la charge de grand maître de la garde-robe du roi en 1644, vacante par la démission du marquis de Montespan. Le 7 mai 1654, il remplit, au sacre de Louis XIV, les fonctions de grand panetier de France. Il fut nommé, en 1661, chevalier de l'Ordre du Saint-Esprit.[pas clair]

## Œuvre
Il est resté célèbre surtout pour ses Mémoires contenant l'histoire de la guerre entre la France et la Maison d'Autriche, depuis 1635 jusqu'en 1660. Les Mémoires ont paru longtemps après sa mort, en 1727.